# Resolutie 1441 Veiligheidsraad Verenigde Naties
Resolutie 1441 van de Veiligheidsraad van de Verenigde Naties werd op 8 november 2002 unaniem aangenomen op de 4644e vergadering van de Veiligheidsraad.

## Achtergrond
Op 2 augustus 1990 viel Irak zijn zuiderbuur Koeweit binnen en bezette dat land. De Veiligheidsraad veroordeelde de inval nog diezelfde dag middels resolutie 660 en later kregen de lidstaten carte blanche om Koeweit te bevrijden. Eind februari 1991 was die strijd beslecht en legde Irak zich neer bij alle aangenomen VN-resoluties. Het land werd vervolgens verplicht zich te ontwapenen door onder meer al zijn massavernietigingswapens te vernietigen. Daaraan werkte Irak echter met grote tegenzin mee tot grote woede van de Verenigde Staten.

## De resolutie
De resolutie was van Amerikaanse en Britse hand. De andere leden van de Veiligheidsraad, Frankrijk, Rusland en China, konden pas na lange onderhandelingen worden overgehaald ze goed te keuren. Een aantal passages in de tekst lieten schijnbaar een opening tot oorlog als Irak niet aan de eisen zou voldoen. Andere landen, waaronder Frankrijk, Syrië en Mexico, wilden er zeker van zijn dat deze resolutie niet zou worden gebruikt om een oorlog te beginnen tegen Irak.

## Inhoud

### Waarnemingen
Het feit dat Irak de VN-resoluties niet naleefde en proliferatie van massavernietigingswapens en langeafstandsraketten bedreigden de internationale vrede en veiligheid. Met resolutie 687 waren Irak in 1991 verplichtingen opgelegd om die vrede en veiligheid in de regio te herstellen. Het land leverde echter niet de vereiste informatie over zijn wapenprogramma's en hinderde de onderzoeken van de Speciale Commissie en het Internationaal Atoomenergie Agentschap (IAEA).
Irak voldeed verder ook niet aan de eisen om de onderdrukking van zijn bevolking te stoppen, hulporganisaties toe te laten en mee te werken aan de terugkeer van Koeweiti's die het ten onrechte vasthield of ten onrechte aangeslagen Koeweitse eigendommen.

### Handelingen
Men concludeerde dat Irak niet aan zijn verplichtingen voldeed. Het land kreeg nog een laatste kans om aan de verplichtingen inzake ontwapening te voldoen. Het moest binnen de 30 dagen volledige informatie verschaffen over zijn chemische, biologische, en kernwapens en ballistische raketten. Ook moesten de wapeninspecteurs van UNMOVIC en het IAEA toegang krijgen tot alle gewenste sites of personen.
De Veiligheidsraad bevestigde de eisen die UNMOVIC en het IAEA in hun brief in annex hadden vooropgesteld. UNMOVIC en het IAEA moesten onmiddellijk rapporteren als Irak hen hinderde. In dat geval zou de Veiligheidsraad onmiddellijk bijeenkomen. Ten slotte herinnerde de Raad eraan dat Irak al verscheidene malen was gewaarschuwd voor zware gevolgen als het zijn verplichtingen zou blijven verzaken.

### Annex
In annex bij de resolutie zat een brief van Hans Blix, voorzitter van UNMOVIC, en Mohammed el-Baradei, voorzitter van het IAEA. Die somde de eisen op waaraan Irak in verband met de wapeninspecties moest voldoen en die door de Veiligheidsraad werden bevestigd.

## Nasleep
De VS kwamen, gesteund door het VK en Spanje, in 2003 tot het besluit dat Irak nog steeds niet aan de ontwapeningseisen voldeed. Omdat duidelijk was dat andere landen als Frankrijk, Duitsland en China tegen militair ingrijpen waren, stelden de VS Irak op eigen houtje een kort ultimatum. Dit leidde er uiteindelijk toe dat de VS in maart 2003 Irak opnieuw binnenvielen, stellende dat resolutie 1441 hun dat toeliet.

## Verwante resoluties
- Resolutie 1382 Veiligheidsraad Verenigde Naties (2001)
- Resolutie 1409 Veiligheidsraad Verenigde Naties
- Resolutie 1443 Veiligheidsraad Verenigde Naties
- Resolutie 1447 Veiligheidsraad Verenigde Naties

Lijst ·  1387 ·  1388 ·  1389 ·  1390 ·  1391 ·  1392 ·  1393 ·  1394 ·  1395 ·  1396 ·  1397 ·  1398 ·  1399 ·  1400 ·  1401 ·  1402 ·  1403 ·  1404 ·  1405 ·  1406 ·  1407 ·  1408 ·  1409 ·  1410 ·  1411 ·  1412 ·  1413 ·  1414 ·  1415 ·  1416 ·  1417 ·  1418 ·  1419 ·  1420 ·  1421 ·  1422 ·  1423 ·  1424 ·  1425 ·  1426 ·  1427 ·  1428 ·  1429 ·  1430 ·  1431 ·  1432 ·  1433 ·  1434 ·  1435 ·  1436 ·  1437 ·  1438 ·  1439 ·  1440 ·  1441 ·  1442 ·  1443 ·  1444 ·  1445 ·  1446 ·  1447 ·  1448 ·  1449 ·  1450 ·  1451 ·  1452 ·  1453 ·  1454